# Georges Jérome

a Compétitions nationales et continentales officielles uniquement.

b Matchs officiels uniquement.
Dernière mise à jour le 2 novembre 2012.
Georges Jérôme, né le 9 février 1883 à Cayenne en Guyane et mort le 16 mars 1929 au Bouscat, est un joueur français de rugby à XV évoluant au poste de deuxième ligne pour la France et pour le club du Stade français.

## Biographie
Né à Cayenne, Georges Jérôme  joue en club successivement avec le Stade français, le SCUF, le Stade bordelais et l'UA Libourne. Il dispute son premier test match le 1er janvier 1906, contre l'Équipe de Nouvelle-Zélande de rugby à XV.
Le 1er janvier 1906, l'équipe de France joue le tout premier match officiel de son histoire, dans l'ancien Parc des Princes, face à la Nouvelle-Zélande. En tournée dans les îles britanniques, les All Blacks ont accepté de faire un crochet par Paris. Après avoir joué un dernier match à Swansea le 30 décembre, ils prennent le bateau jusqu'à Boulogne-sur-Mer, puis le train jusqu'à la Gare du Nord. Malgré la fatigue du voyage et déjà trois mois de tournée au cours de laquelle ils ont gagné 31 de leurs 32 matchs, ils s'imposent facilement 38–8 face à la France devant 3 000 spectateurs,. Les All Blacks dominent la première mi-temps, inscrivent quatre essais contre un réussi par Noël Cessieux, puis six nouveaux en fin de match,. Le capitaine Henri Amand a l'honneur d'être le premier capé du rugby français, il faut noter la présence de l'Anglais William Crichton et de l'Américain Allan Muhr au sein de l'équipe de France, et de deux joueurs de couleur André Vergès et Georges Jérome. Il faut attendre 1969 et le toulousain Roger Bourgarel pour retrouver un joueur de couleur en équipe de France. Georges Jérôme dispute son dernier test match le 22 mars 1906, contre l'Équipe d'Angleterre de rugby à XV.

## Palmarès
- Champion de France en 1903 et 1907
- Vice-champion de France en 1904, 1905, 1906

## Statistiques en équipe de France
- 2 sélections pour la France
- 1 essai avec les Français.
- Sélection par année : 2 en 1906